# Pogost (Ratonavolok)
Pogost (en russe : Погост) est un hameau russe situé dans le raïon de Kholmogory dans le centre de l'oblast d'Arkhangelsk. Il fait partie du Nord russe, et sa population s'élevait à 9 habitants en 2012.

## Géographie

### Situation
Pogost est située dans l'ouest de l'oblast d'Arkhangelsk, un sujet de Russie européenne qui fait partie du district fédéral du Nord-Ouest. La localité se trouve dans le sud du raïon de Kholmogory, une des raïons de l'oblast. Le hameau se trouve à environ 84 kilomètres au sud du centre administratif du raïon, le village de Kholmogory.
Pogost, comme tout l'oblast d'Arkhangelsk, est située dans le fuseau horaire MSK (heure de Moscou). Le décalage horaire appliqué par rapport au temps universel coordonné est +03:00.
Le hameau se situe sur la rive droite de la rivière Vaïmouga, un affluent de rive gauche de la rivière Iemsta. La Vaïmoug se jette dans la Iemtsa peu après le hameau, et la Iemtsa est un affluent de rive gauche de la Dvina septentrionale.

### Localités limitrophes
Le hameau est limitrophe de plusieurs localités :
| Brossatchikha, Ouzikovo | Kouznetsovo, Osseredok | Koroli, Niferikha |
|                         | Pogost                 | Zadvorié, Novaïa  |
| Gorka-Roudakovskaïa     | Tchassonia             |                   |

## Histoire
Le hameau de Pogost fait partie du groupe de villages de Ratonavolok (en russe : Ратонаволок).
De 2004 jusqu'en 2015, le hameau faisait partie de l'établissement rural de Zatchatchié. Puis de 2015 jusqu'à la suppression des municipalités du raïon en 2022, le hameau faisait partie de la municipalité de Iemetsk,.

## Démographie
Recensements (*) ou estimations de la population,,,,:
En 2002, la population était à 94 % composée de Russes.
| 1861 | 1905 | 2002* | 2010* |
| ---- | ---- | ----- | ----- |
| 151  | 180  | 12    | 12    |

| 2012 | - | - | - |
| ---- | - | - | - |
| 9    | - | - | - |

## Culture locale et patrimoine
L'église Pierre-et-Paul de Ratonavolok se trouve dans le hameau.

## Transports
La route fédérale M8, qui relie Moscou vers le sud à Arkhangelsk en direction du nord, passe à proximité du hameau.